# Drapetis obscuripennis
Drapetis obscuripennis är en tvåvingeart som beskrevs av Philippi 1865. Drapetis obscuripennis ingår i släktet Drapetis och familjen puckeldansflugor. Inga underarter finns listade i Catalogue of Life.